# Partido di Carlos Tejedor
Il partido di Carlos Tejedor è un dipartimento (partido) dell'Argentina facente parte della Provincia di Buenos Aires. Il capoluogo è Carlos Tejedor. 

## Città
- Carlos Tejedor
- Colonia Seré
- Curarú
- Timote
- Tres Algarrobos